# Olorundá
Olorundá é uma área do governo local em Oxum, Nigéria. Sua sede está em Iboná, na periferia da capital do estado Oxobô.
Possui uma área de 97 km² e uma população de 131 649 no Censo de 2006.
O código postal da área é de 230.